# Karen Verresen
Karen Verresen (22 november 1982) is een Vlaamse zangeres.
Ze studeerde onder meer piano en zang. Op zeventienjarige leeftijd won ze Baccara 2000, een Vlaamse wedstrijd voor jong muzikaal talent.
Als zangeres in het pop en jazz genre stond ze reeds op verscheidene festivalpodia waaronder de Gentse Feesten en Suikerrock. Met de formatie MauN bracht ze in 2006 een single uit onder het label Alleycats.
Haar eigen nummers werden gebruikt in theatervoorstellingen en kwamen terecht op CD's van anderen. Op de meest recente CD van Nona Mez, 'Out of Touch', is ze te horen als backing vocaliste.
In 2006 behaalde ze haar master in de communicatiewetenschappen aan de K.U.Leuven. Na het succesvol beëindigen van de specialisatieopleiding e-communicatie ging ze aan het werk als webdesigner/grafisch ontwerper.
In oktober 2007 werd ze als enige Belgische - samen met twaalf anderen wereldwijd - geselecteerd voor de eindronde van de International jazz singers Competition.
Ze schreef reeds enkele nummers met Raph Schillebeeckx waarvan The moon knows best (samen met Bruce Smith) dat uitgebracht werd op het debuutalbum van Eline De Munck in 2009.
Met haar eigen band Bovarii heeft ze in 2012 haar debuutplaat 'Love And Time' uitgebracht.